# Косогоры (Пермский край)
Косогоры — деревня в Пермском районе Пермского края. Входит в состав Фроловского сельского поселения.

## Географическое положение
Расположена на правом берегу реки Мулянка примерно в 5 км к северо-западу от административного центра поселения, села Фролы, и в 15 км к югу от центра города Перми.

## Население
| 2010 |
| ---- |
| 3    |

## Улицы[2]
- Ключевая ул.
- Нагорная ул.

## Топографические карты
- Лист карты O-40-77 Юг. Масштаб: 1 : 100 000. Состояние местности на 1983 год. Издание 1985 г.